# Lego Pirates des Caraïbes
Lego Pirates des Caraïbes (stylisé comme LEGO Pirates des Caraïbes) est une ancienne gamme Lego, basé sur la série de films du même nom. Il est sous licence Walt Disney Pictures et Jerry Bruckheimer Films. Elle s’inspire et reprend des éléments de la gamme Lego Pirates.
La licence a connu deux apparitions. La première vague est commercialisée entre mai et novembre 2011, après la sortie du 4e film. Elle est accompagnée par la production du jeu vidéo Lego Pirates des Caraïbes, le jeu vidéo, annoncée en novembre 2010.
La seconde vague arrive avec la sortie du 5e opus, Pirates des Caraïbes : La Vengeance de Salazar. Après avoir fait un léger retour dans le jeu vidéo Lego Fortnite (en), un nouveau set est présenté en 2025, avec un nouvelle version du Black Pearl.

## Univers
La gamme s’inspire de la saga Pirates des Caraïbes.
Il met ainsi en scène les personnages de la saga comme Jack Sparrow, William turner et Elisabeth Swann.

## Lancement
La gamme a été lancée au salon du jouet de New York en 2011. Dans le cadre de sa campagne marketing, le groupe Lego a sorti huit sets Lego inspirés du film Pirates des Caraïbes. Les sets représentent des scènes iconiques avec un moulin, un bateau pirate, une fontaine de jouvence et la baie de Whitecap,.
En 2017, la licence fait son retour à l’occasion de la sortie du film Pirates des Caraïbes : La Vengeance de Salazar. Trois sets sont alors présentés lors du Salon du jouet de New York dont deux de la gamme Lego BrickHeadz,.
En 2025, un nouveau set est annoncé, des rumeurs parlent alors du remake du Black Pearl, sorti en 2011,.

## Sets

### Sets promotionnels
| Nom original                   | Nom français | no de référence | Date de sortie | Nbr de pièces | Figurines    |
| ------------------------------ | ------------ | --------------- | -------------- | ------------- | ------------ |
| Mini Black Pearl (Polybag)     | Idem         | 30130           | 2011           | 47            | -            |
| Jack Sparrow's Boat (Polybag)  | Idem         | 30131           | 2011           | 22            | Jack Sparrow |
| Captain Jack Sparrow (Polybag) | Idem         | 30132           | 2011           | 4             | Jack Sparrow |
| Jack Sparrow (Polybag)         | Idem         | 30133           | 2011           | 4             | Jack Sparrow |

### Sets
Le tableau répertorié les sets de la licence.
| Nom original            | Nom français                  | no de référence | Date de sortie   | Nbr de pièces | Figurines |
| ----------------------- | ----------------------------- | --------------- | ---------------- | ------------- | --- |
| Isla De Muerta          | Île de la Muerte              | 4181            | 2011             | 152           | Elisabeth Swann, Hector Barbossa, Jack Sparrow, Squelette d’Hector Barbossa                                                                     |
| The Cannibal Escape     | Prisonnier des cannibales     | 4182            | 2011             | 279           | Jack Sparrow, William Turner, 2 cannibales |
| The Mill                | Duel sur la roue              | 4183            | 2011             | 365           | Jack Sparrow, William Turner, Amiral Norrington, Hadras                                                                                         |
| The Black Pearl         | Le Black Pearl                | 4184            | 2011             | 804           | Jack Sparrow, William Turner, Joshamee Gibbs, Davy Jones, Maccus, Bill Turner                                                                   |
| Captain's Cabin         | La cabine du Capitaine        | 4191            | 2011             | 95            | Jack Sparrow, Yeoman zombie, Artilleur zombie                                                                                                   |
| Fountain of Youth       | La fontaine de Jouvence       | 4192            | 2011             | 128           | Jack Sparrow, Hector Barbossa, Barbe Noire, Squelette                                                                                           |
| The London Escape       | Le repaire des contrebandiers | 4193            | 2011             | 462           | Jack Sparrow, Joshamee Gibbs, Cocher, Officier de roi Georges, Soldat du roi Georges                                                            |
| Whitecap Bay            | La baie du Cap blanc          | 4194            | 2011             | 745           | Jack Sparrow, Philip Swift, Scrum, Syrena, Tamara, Artilleur zombie                                                                             |
| Queen Anne's Revenge    | Le Queen Anne's Revenge       | 4195            | 2011             | 1097          | Barbe Noire, Jack Sparrow, Angelica, Cusinier, Quartier-Maitre Zombie, Yeoman zombie, Artilleur zombie, 2 squelettes                            |
| Silent Mary             | Idem                          | 71042           | 2017             | 2294          | Jack Sparrow, Henry Turner, Carina Smyth, Capitaine Salazar, Lieutenant Lesaro, Officier Magda, Officier Santos, Figure de proue du Silent Mary |
| Captain Jack Sparrow    | Idem                          | 41593           | 2017             | 109           | Jack Sparrow |
| Captain Armando Salazar | Idem                          | 41594           | 2017             | 118           | Capitaine Armando Salazar |
| The Black Pearl         | Idem                          | 10365           | prévue pour 2025 | ?             | ? |

### Accessoires
Cette section comporte également les aimants, montres, réveils et porte-clés de la licence.
| Nom original                                                  | Nom français                            | no de référence | Date de sortie | Nbr de pièces | Figurines                                                                     |
| ------------------------------------------------------------- | --------------------------------------- | --------------- | -------------- | ------------- | ----------------------------------------------------------------------------- |
| Pirates of the Caribbean Battle Pack                          | Ensemble de combat Pirates des Caraïbes | 853219          | 2011           | 30            | Jack Sparrow, Scrum, Officier du roi Georges, Yeoman zombie, Artilleur zombie |
| Pirates de the Caribbean Aimant Set                           | Ensemble d’aimants Pirates des Caraïbes | 853191          | 2011           | -             | Jack Sparrow, Hector Barbossa, Artilleur zombie                               |
| Pirates de the Caribbean Jack Sparrow avec Minifigurine Watch | Montre Jack Sparrow                     | 5000141         | 2011           | 32            | Jack Sparrow                                                                  |
|                                                               | Réveil Jack Sparrow                     | 5000144         | 2011           | -             | Jack Sparrow                                                                  |
|                                                               | Montre Hector Barbossa                  | 9003592         | 2011           | 32            | Hector Barbossa                                                               |
|                                                               | Réveil Hector Barbossa                  | 9003639         | 2011           | -             | Hector Barbossa                                                               |